# Switch (Nederlandse televisieserie)
 Switch is een Nederlandse televisieserie van 10 afleveringen die van 13 februari tot en met 16 april 1988 werd uitgezonden door de NCRV.

## Verhaal
De serie gaat over het wel en vooral wee van een fictieve Nederlandse popgroep getiteld Switch in de Oude Watertoren in de Rotterdamse wijk DWL-De Esch in Kralingen.

## Rolverdeling
Band
- Scarlet - Gwen Eckhaus
- Joyce - Jaloe Maat
- Nick - Hugo Haenen
- Evert - Hajo Bruins
- Robbie - Kenneth Herdigein

Overige
- Manager Van Leeuwen - Rein Edzard de Vries
- Platenproducer Martin - Coen van Vrijberghe de Coningh
- Chauffeur Bennie - Michiel Kerbosch
- Vera Metman - Hetty Heyting
- Frits - Laus Steenbeeke
- Vader van Nick- Tom Jansen
- Barmeisje- Anna van der Staak

Gastrollen
- Paul de Leeuw
- Simone Walraven
- Adam Curry